# قائمة الحائزين على الميداليات البارالمبية في الجودو

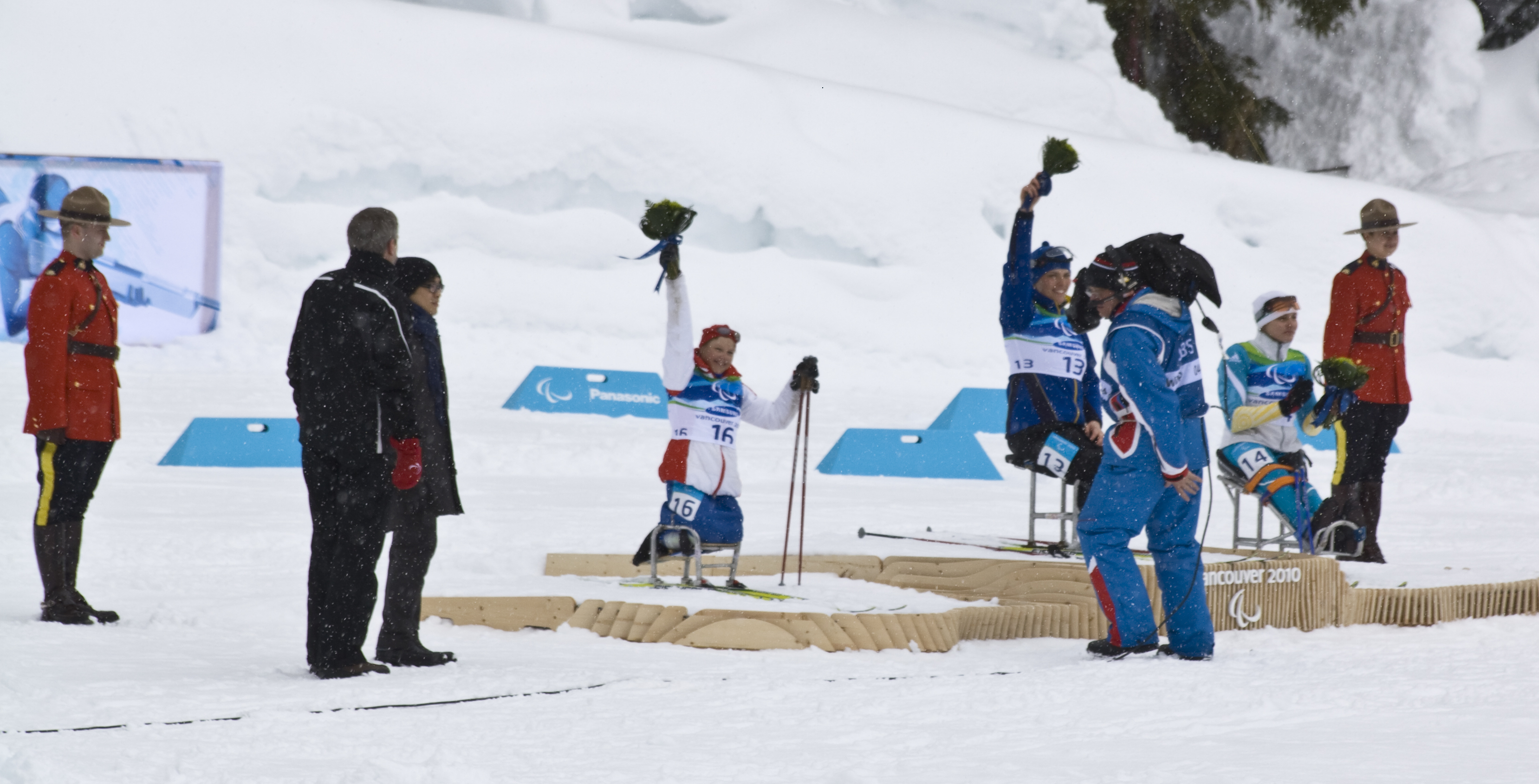
حفل تتويج سباق المطاردة لمسافة 2.4 كم جلوس في البياتلون للسيدات. أولينا يوروفسكا من أوكرانيا (ذهبية)، ماريا يوفليفا من روسيا (فضية)، ليودميلا بافلينكو من أوكرانيا (برونزية).

الجودو البارالمبي جزء من برنامج الألعاب البارالمبية منذ الألعاب البارالمبية الصيفية 1988 حيث شارك الذكور فقط، وبدأت الإناث بالمنافسة في الألعاب البارالمبية الصيفية 2004. تنافس جميع لاعبي الجودو من فئات B1، B2 وB3 ضد بعضهم البعض منذ إدخال الرياضة في الألعاب البارالمبية الصيفية، وسيتم التنافس في فئتي J1 (B1) وJ2 (B2) بشكل منفصل في الألعاب البارالمبية الصيفية 2024.

## الرجال

### وزن الريشة الإضافي
قُسمت فئة الوزن هذه إلى تصنيفين - J1 و J2 - في عام 2024.
- 60 كغم (1988-2020)

| الحدث              | الذهبية                         | الفضية                           | البرونزية                       |
| ------------------ | ------------------------------- | -------------------------------- | ------------------------------- |
| 1988 سول           | سيمون جاكسون · بريطانيا العظمى  | موكوتو شينكاوا · اليابان         | جايمي دي أوليفيرا · البرازيل    |
| 1988 سول           | سيمون جاكسون · بريطانيا العظمى  | موكوتو شينكاوا · اليابان         | جون ألين · الولايات المتحدة     |
| 1992 برشلونة       | نوبوهيرو كانكي · اليابان        | فينيمين ميتشورين · الفريق الموحد | دافيد ألبرتيني · إيطاليا        |
| 1992 برشلونة       | نوبوهيرو كانكي · اليابان        | فينيمين ميتشورين · الفريق الموحد | تشيونغ وون-نوح · كوريا الجنوبية |
| 1996 أتلانتا       | لي تشينغ تشونغ · تايبيه الصينية | نوبوهيرو كانكي · اليابان         | كيم إل كيون · كوريا الجنوبية    |
| 1996 أتلانتا       | لي تشينغ تشونغ · تايبيه الصينية | نوبوهيرو كانكي · اليابان         | فينيمين ميتشورين · روسيا        |
| 2000 سيدني         | سيرجيو أرتورو بيريز · كوبا      | فينيمين ميتشورين · روسيا         | خوسيه كارلوس رويز · إسبانيا     |
| 2000 سيدني         | سيرجيو أرتورو بيريز · كوبا      | فينيمين ميتشورين · روسيا         | لي تشينغ تشونغ · تايبيه الصينية |
| 2004 أثينا         | لا أحد                          | ماكوتو هيروس · اليابان           | إيغور زاسياكوفيتش · أوكرانيا    |
| 2004 أثينا         | لا أحد                          | ماكوتو هيروس · اليابان           | نوربرت بيرو · المجر             |
| 2008 بكين          | مولود نورة · الجزائر            | سعيد رحمتي · إيران               | رامين إبراهيموف · أذربيجان      |
| 2008 بكين          | مولود نورة · الجزائر            | سعيد رحمتي · إيران               | لي شياو دونغ · الصين            |
| 2012 لندن          | رامين إبراهيموف · أذربيجان      | لي شياو دونغ · الصين             | مولود نورة · الجزائر            |
| 2012 لندن          | رامين إبراهيموف · أذربيجان      | لي شياو دونغ · الصين             | بن كويلتر · بريطانيا العظمى     |
| 2016 ريو دي جانيرو | شيرزود ناموزوف · أوزبكستان      | ماكوتو هيروس · اليابان           | أليكس بولوغا · رومانيا          |
| 2016 ريو دي جانيرو | شيرزود ناموزوف · أوزبكستان      | ماكوتو هيروس · اليابان           | أوغانخو بولورما · منغوليا       |
| 2020 طوكيو         | فوغار شيرينلي · أذربيجان        | أنوار سارييف · كازاخستان         | رجب شيفتشي · تركيا              |
| 2020 طوكيو         | فوغار شيرينلي · أذربيجان        | أنوار سارييف · كازاخستان         | أليكس بولوغا · رومانيا          |

- 60 كغم J1 (2024-)

| الحدث      | الذهبية                     | الفضية               | البرونزية                    |
| ---------- | --------------------------- | -------------------- | ---------------------------- |
| 2024 باريس | عبد القادر بوعامر · الجزائر | ميثم بانتابا · إيران | ماركوس دنيس بلانكو · فنزويلا |
| 2024 باريس | عبد القادر بوعامر · الجزائر | ميثم بانتابا · إيران | كابيل بارمار · الهند         |

- 60 كغم J2 (2024-)

| الحدث      | الذهبية                    | الفضية                   | البرونزية                |
| ---------- | -------------------------- | ------------------------ | ------------------------ |
| 2024 باريس | شيرزود ناموزوف · أوزبكستان | زوراب زورابياني · جورجيا | إسحاق ولدكويدر · الجزائر |
| 2024 باريس | شيرزود ناموزوف · أوزبكستان | زوراب زورابياني · جورجيا | دافيد خورافا · أوكرانيا  |

### وزن خفيف النصف
أوقفت فئة الوزن هذه في عام 2024.
- 65 كغم (1988-1996)
- 66 كغم (2000-)

| الحدث              | الذهبية                        | الفضية                         | البرونزية                          |
| ------------------ | ------------------------------ | ------------------------------ | ---------------------------------- |
| 1988 سول           | شينيتشي إيشيزو · اليابان       | رينيه دوتشمين · فرنسا          | جوليو سيلفا · البرازيل             |
| 1988 سول           | شينيتشي إيشيزو · اليابان       | رينيه دوتشمين · فرنسا          | بير مورتن · كندا                   |
| 1992 برشلونة       | خوان دانيان ماتوس · إسبانيا    | شينيتشي إيشيزو · اليابان       | أحمد غازيماغوميدوف · الفريق الموحد |
| 1992 برشلونة       | خوان دانيان ماتوس · إسبانيا    | شينيتشي إيشيزو · اليابان       | مايكل مورش · بريطانيا العظمى       |
| 1996 أتلانتا       | ساتوشي فوجيموتو · اليابان      | أحمد غازيماغوميدوف · روسيا     | مارلون لوبيز · الولايات المتحدة    |
| 1996 أتلانتا       | ساتوشي فوجيموتو · اليابان      | أحمد غازيماغوميدوف · روسيا     | سيريل موريل · فرنسا                |
| 2000 سيدني         | ساتوشي فوجيموتو · اليابان      | دافيد غارسيا · إسبانيا         | مارلون لوبيز · الولايات المتحدة    |
| 2000 سيدني         | ساتوشي فوجيموتو · اليابان      | دافيد غارسيا · إسبانيا         | أوليغ تشاباخوف · روسيا             |
| 2004 أثينا         | ساتوشي فوجيموتو · اليابان      | دافيد غارسيا · إسبانيا         | جاني كالونكي · فنلندا              |
| 2004 أثينا         | ساتوشي فوجيموتو · اليابان      | دافيد غارسيا · إسبانيا         | شو تشي لين · الصين                 |
| 2008 بكين          | سيد علي عمري · الجزائر         | ساتوشي فوجيموتو · اليابان      | جاني كالونكي · فنلندا              |
| 2008 بكين          | سيد علي عمري · الجزائر         | ساتوشي فوجيموتو · اليابان      | فيكتور سانشيز · كوبا               |
| 2012 لندن          | دافيد خورافا · أوكرانيا        | تشاو شو · الصين                | سيد علي عمري · الجزائر             |
| 2012 لندن          | دافيد خورافا · أوكرانيا        | تشاو شو · الصين                | ماركوس فالكون · فنزويلا            |
| 2016 ريو دي جانيرو | أوتكيريون نيغماتوف · أوزبكستان | بايرام مصطفاييف · أذربيجان     | دافيد خورافا · أوكرانيا            |
| 2016 ريو دي جانيرو | أوتكيريون نيغماتوف · أوزبكستان | بايرام مصطفاييف · أذربيجان     | ساتوشي فوجيموتو · اليابان          |
| 2020 طوكيو         | أوشكون كورانباييف · أوزبكستان  | سيرجيو إيبانيز بانون · إسبانيا | يوجيرو سيتو · اليابان              |
| 2020 طوكيو         | أوشكون كورانباييف · أوزبكستان  | سيرجيو إيبانيز بانون · إسبانيا | ناميغ أباسلي · أذربيجان            |

### وزن خفيف
تم تعديل فئة الوزن هذه في عام 2000 من 71 كغم إلى 73 كغم، ثم قُسمت إلى تصنيفين - J1 و J2 - في عام 2024.
- 71 كغم (1988-1996)
- 73 كغم (2000-2020)

| الحدث              | الذهبية                        | الفضية                      | البرونزية                          |
| ------------------ | ------------------------------ | --------------------------- | ---------------------------------- |
| 1988 سول           | آن يو-سونغ · كوريا الجنوبية    | نوريو كاتو · اليابان        | بول لويس · بريطانيا العظمى         |
| 1988 سول           | آن يو-سونغ · كوريا الجنوبية    | نوريو كاتو · اليابان        | إيدي مورتن · كندا                  |
| 1992 برشلونة       | سيمون جاكسون · بريطانيا العظمى | ماريو تالافيرا · إسبانيا    | أحمد غازيماغوميدوف · الفريق الموحد |
| 1992 برشلونة       | سيمون جاكسون · بريطانيا العظمى | ماريو تالافيرا · إسبانيا    | إيجي مياوتشي · اليابان             |
| 1996 أتلانتا       | تاكيو أوشيكوبو · اليابان       | جيرالد رولو · فرنسا         | ستيفن مور · الولايات المتحدة       |
| 1996 أتلانتا       | تاكيو أوشيكوبو · اليابان       | جيرالد رولو · فرنسا         | تسوي باوجي · الصين                 |
| 2000 سيدني         | ستيفن مور · الولايات المتحدة   | تسوي باوجي · الصين          | بير مورتن · كندا                   |
| 2000 سيدني         | ستيفن مور · الولايات المتحدة   | تسوي باوجي · الصين          | جيرالد رولو · فرنسا                |
| 2004 أثينا         | وانغ يونفنغ · الصين            | إدواردو أمارال · البرازيل   | هاني أساكيره · إيران               |
| 2004 أثينا         | وانغ يونفنغ · الصين            | إدواردو أمارال · البرازيل   | ستيفن مور · الولايات المتحدة       |
| 2008 بكين          | إدواردو أفيلا · المكسيك        | شو تشي لين · الصين          | فابيان راميريز · الأرجنتين         |
| 2008 بكين          | إدواردو أفيلا · المكسيك        | شو تشي لين · الصين          | سيرجي سيدورينكو · أوكرانيا         |
| 2012 لندن          | دميترو سولوفي · أوكرانيا       | شريف خليلوف · أوزبكستان     | إدواردو أفيلا · المكسيك            |
| 2012 لندن          | دميترو سولوفي · أوكرانيا       | شريف خليلوف · أوزبكستان     | شاخبن كوربانوف · روسيا             |
| 2016 ريو دي جانيرو | راميل قاسيموف · أذربيجان       | دميترو سولوفي · أوكرانيا    | فيروز ساييدوف · أوزبكستان          |
| 2016 ريو دي جانيرو | راميل قاسيموف · أذربيجان       | دميترو سولوفي · أوكرانيا    | نيكولاي كورنهاس · ألمانيا          |
| 2020 طوكيو         | فيروز ساييدوف · أوزبكستان      | تيميرجان دافليت · كازاخستان | روفات ماغوميدوف · أوكرانيا         |
| 2020 طوكيو         | فيروز ساييدوف · أوزبكستان      | تيميرجان دافليت · كازاخستان | أوسفالداس باريكيس · ليتوانيا       |

- 73 كغم J1 (2024-)

| الحدث      | الذهبية                | الفضية                   | البرونزية               |
| ---------- | ---------------------- | ------------------------ | ----------------------- |
| 2024 باريس | أليكس بولوغا · رومانيا | يرغالي شاماي · كازاخستان | لينارت ساس · ألمانيا    |
| 2024 باريس | أليكس بولوغا · رومانيا | يرغالي شاماي · كازاخستان | جيبريلو يافا · البرتغال |

- 73 كغم J2 (2024-)

| الحدث      | الذهبية               | الفضية                 | البرونزية                     |
| ---------- | --------------------- | ---------------------- | ----------------------------- |
| 2024 باريس | يوجيرو سيتو · اليابان | غيورغي كالدان · جورجيا | أوشكون كورانباييف · أوزبكستان |
| 2024 باريس | يوجيرو سيتو · اليابان | غيورغي كالدان · جورجيا | أوسفالداس باريكيس · ليتوانيا  |

### وزن متوسط النصف
تم تعديل فئة الوزن هذه من 78 كغم إلى 81 كغم في عام 2000. وأوقفت فئة الوزن في عام 2024.
- 78 كغم (1988-1996)
- 81 كغم (2000-)

| الحدث              | الذهبية                        | الفضية                         | البرونزية                       |
| ------------------ | ------------------------------ | ------------------------------ | ------------------------------- |
| 1988 سول           | تاكيو أوشيكوبو · اليابان       | يو دو-سانغ · كوريا الجنوبية    | تيرنس باول · بريطانيا العظمى    |
| 1988 سول           | تاكيو أوشيكوبو · اليابان       | يو دو-سانغ · كوريا الجنوبية    | دافيد مكينلي · الولايات المتحدة |
| 1992 برشلونة       | جويل غيشينير · فرنسا           | بريت لويس · الولايات المتحدة   | تاكيو أوشيكوبو · اليابان        |
| 1992 برشلونة       | جويل غيشينير · فرنسا           | بريت لويس · الولايات المتحدة   | ماتيو أرديت · إيطاليا           |
| 1996 أتلانتا       | سيمون جاكسون · بريطانيا العظمى | فابيان راميريز · الأرجنتين     | أوجينيو سانتانا · إسبانيا       |
| 1996 أتلانتا       | سيمون جاكسون · بريطانيا العظمى | فابيان راميريز · الأرجنتين     | جوناس شتوشكوس · ليتوانيا        |
| 2000 سيدني         | رافاييل كروز ألونسو · كوبا     | سيباستيان لو مو · فرنسا        | غابور فينسه · المجر             |
| 2000 سيدني         | رافاييل كروز ألونسو · كوبا     | سيباستيان لو مو · فرنسا        | سيمون جاكسون · بريطانيا العظمى  |
| 2004 أثينا         | سيريل جونارد · فرنسا           | يوجي كاتو · اليابان            | سيباستيان جونك · ألمانيا        |
| 2004 أثينا         | سيريل جونارد · فرنسا           | يوجي كاتو · اليابان            | غابور فينسه · المجر             |
| 2008 بكين          | إيزاو كروز ألونسو · كوبا       | سيريل جونارد · فرنسا           | خورخي لينسينا · الأرجنتين       |
| 2008 بكين          | إيزاو كروز ألونسو · كوبا       | سيريل جونارد · فرنسا           | رينالدو كارافالو · فنزويلا      |
| 2012 لندن          | أولكسندر كوسينوف · أوكرانيا    | خوسيه إيفرون · الأرجنتين       | إيزاو كروز ألونسو · كوبا        |
| 2012 لندن          | أولكسندر كوسينوف · أوكرانيا    | خوسيه إيفرون · الأرجنتين       | ماتياس كريغر · ألمانيا          |
| 2016 ريو دي جانيرو | إدواردو أفيلا · المكسيك        | لي جونغ مين · كوريا الجنوبية   | روشان سافاروف · أذربيجان        |
| 2016 ريو دي جانيرو | إدواردو أفيلا · المكسيك        | لي جونغ مين · كوريا الجنوبية   | أولكسندر كوسينوف · أوكرانيا     |
| 2020 طوكيو         | حسين رحيم لي · أذربيجان        | دافورخون كاروماتوف · أوزبكستان | إدواردو أفيلا · المكسيك         |
| 2020 طوكيو         | حسين رحيم لي · أذربيجان        | دافورخون كاروماتوف · أوزبكستان | لي جونغ مين · كوريا الجنوبية    |

### وزن متوسط
تم تعديل فئة الوزن هذه من 86 كغم إلى 90 كغم في عام 2000، وقسمت إلى تصنيفين - J1 و J2 - في عام 2024.
- 86 كغم (1988-1996)
- 90 كغم (2000-2020)

| الحدث              | الذهبية                     | الفضية                          | البرونزية                            |
| ------------------ | --------------------------- | ------------------------------- | ------------------------------------ |
| 1988 سول           | ياسوهيرو أوانو · اليابان    | دافيد هيرست · بريطانيا العظمى   | كينيث هينينغسون · السويد             |
| 1988 سول           | ياسوهيرو أوانو · اليابان    | دافيد هيرست · بريطانيا العظمى   | دانيل فوركاد · فرنسا                 |
| 1992 برشلونة       | آن يو-سونغ · كوريا الجنوبية | ياسوهيرو أوانو · اليابان        | لين دير-تشانغ · تايبيه الصينية       |
| 1992 برشلونة       | آن يو-سونغ · كوريا الجنوبية | ياسوهيرو أوانو · اليابان        | دانيل فوركاد · فرنسا                 |
| 1996 أتلانتا       | أنطونيو تينوريو · البرازيل  | فرانسيسكو بويدو · إسبانيا       | آن يو-سونغ · كوريا الجنوبية          |
| 1996 أتلانتا       | أنطونيو تينوريو · البرازيل  | فرانسيسكو بويدو · إسبانيا       | إيان روز · بريطانيا العظمى           |
| 2000 سيدني         | أنطونيو تينوريو · البرازيل  | بريت لويس · الولايات المتحدة    | دافيد غيوم · فرنسا                   |
| 2000 سيدني         | أنطونيو تينوريو · البرازيل  | بريت لويس · الولايات المتحدة    | آن يو-سونغ · كوريا الجنوبية          |
| 2004 أثينا         | مسعود نين · الجزائر         | أوليغ كرتسول · روسيا            | جوناس شتوشكوس · ليتوانيا             |
| 2004 أثينا         | مسعود نين · الجزائر         | أوليغ كرتسول · روسيا            | راؤول فرنانديز · إسبانيا             |
| 2008 بكين          | أوليغ كرتسول · روسيا        | توفيغ ممادوف · أذربيجان         | أوليفييه كوجنون دي سيفريكورت · فرنسا |
| 2008 بكين          | أوليغ كرتسول · روسيا        | توفيغ ممادوف · أذربيجان         | سام إنغرام · بريطانيا العظمى         |
| 2012 لندن          | خورخي هيريزويلو · كوبا      | سام إنغرام · بريطانيا العظمى    | خورخي لينسينا · الأرجنتين            |
| 2012 لندن          | خورخي هيريزويلو · كوبا      | سام إنغرام · بريطانيا العظمى    | دارتانين كروكيت · الولايات المتحدة   |
| 2016 ريو دي جانيرو | زفياد غوغوتشوري · جورجيا    | أولكسندر نازارينكو · أوكرانيا   | شكرات بوبويف · أوزبكستان             |
| 2016 ريو دي جانيرو | زفياد غوغوتشوري · جورجيا    | أولكسندر نازارينكو · أوكرانيا   | دارتانين كروكيت · الولايات المتحدة   |
| 2020 طوكيو         | فاهيد نوري · إيران          | إليوت ستيوارت · بريطانيا العظمى | هيليوس لاتشومانايا · فرنسا           |
| 2020 طوكيو         | فاهيد نوري · إيران          | إليوت ستيوارت · بريطانيا العظمى | أولكسندر نازارينكو · أوكرانيا        |

- 90 كغم J1 (2024-)

| الحدث      | الذهبية                             | الفضية                       | البرونزية              |
| ---------- | ----------------------------------- | ---------------------------- | ---------------------- |
| 2024 باريس | آرثر كافالكانتي دا سيلفا · البرازيل | دانيل باول · بريطانيا العظمى | سيريل جونارد · فرنسا   |
| 2024 باريس | آرثر كافالكانتي دا سيلفا · البرازيل | دانيل باول · بريطانيا العظمى | أوليغ كرتسول · مولدوفا |

- 90 كغم J2 (2024-)

| الحدث      | الذهبية                       | الفضية                     | البرونزية                      |
| ---------- | ----------------------------- | -------------------------- | ------------------------------ |
| 2024 باريس | أولكسندر نازارينكو · أوكرانيا | هيليوس لاتشومانايا · فرنسا | دافورخون كاروماتوف · أوزبكستان |
| 2024 باريس | أولكسندر نازارينكو · أوكرانيا | هيليوس لاتشومانايا · فرنسا | مارسيلو كاسانوفا · البرازيل    |

### وزن ثقيل النصف
تم تعديل فئة الوزن هذه من 95 كغم إلى 100 كغم في عام 2000. وتم دمج فئة الوزن في فئتي +90 كغم 'مفتوحة'، J1 و J2، في عام 2024.
- 95 كغم (1992-1996)
- 100 كغم (2000-)

| الحدث              | الذهبية                           | الفضية                            | البرونزية                        |
| ------------------ | --------------------------------- | --------------------------------- | -------------------------------- |
| 1992 برشلونة       | أوسامو تاكاغاكي · اليابان         | لين مانينغ · الولايات المتحدة     | ميخائيل ياكوفليف · الفريق الموحد |
| 1992 برشلونة       | أوسامو تاكاغاكي · اليابان         | لين مانينغ · الولايات المتحدة     | كلاوس هاير · ألمانيا             |
| 1996 أتلانتا       | أنطوني كلارك · أستراليا           | رون مينغ مين · الصين              | جيمس ماسترو · الولايات المتحدة   |
| 1996 أتلانتا       | أنطوني كلارك · أستراليا           | رون مينغ مين · الصين              | تيرنس باول · بريطانيا العظمى     |
| 2000 سيدني         | والتر هانل · النمسا               | غريغوري شنييدرمان · روسيا         | رون مينغ مين · الصين             |
| 2000 سيدني         | والتر هانل · النمسا               | غريغوري شنييدرمان · روسيا         | يوشيكازو ماتسوموتو · اليابان     |
| 2004 أثينا         | أنطونيو تينوريو · البرازيل        | رون مينغ مين · الصين              | سيباستيان لو مو · فرنسا          |
| 2004 أثينا         | أنطونيو تينوريو · البرازيل        | رون مينغ مين · الصين              | كيفن سزوت · الولايات المتحدة     |
| 2008 بكين          | أنطونيو تينوريو · البرازيل        | كريم سارداروف · أذربيجان          | خوان كارلوس كورتادا · كوبا       |
| 2008 بكين          | أنطونيو تينوريو · البرازيل        | كريم سارداروف · أذربيجان          | ميكولا لييفتسكي · أوكرانيا       |
| 2012 لندن          | تشوي غوانغ غيون · كوريا الجنوبية  | مايلز بورتر · الولايات المتحدة    | أنطونيو تينوريو · البرازيل       |
| 2012 لندن          | تشوي غوانغ غيون · كوريا الجنوبية  | مايلز بورتر · الولايات المتحدة    | فلاديمير فيدين · روسيا           |
| 2016 ريو دي جانيرو | أديلجان توليندي باييف · أوزبكستان | ويليان سيلفا دي أراوخو · البرازيل | يورداني فرنانديز ساستري · كوبا   |
| 2016 ريو دي جانيرو | أديلجان توليندي باييف · أوزبكستان | ويليان سيلفا دي أراوخو · البرازيل | كينتو ماساكي · اليابان           |
| 2020 طوكيو         | محمد رضا خي رالله زاده · إيران    | ريفاز تشيكويدزي · جورجيا          | إلهام زكييف · أذربيجان           |
| 2020 طوكيو         | محمد رضا خي رالله زاده · إيران    | ريفاز تشيكويدزي · جورجيا          | تشوي غوانغ غيون · كوريا الجنوبية |

### وزن ثقيل
تم تحديد فئة الوزن هذه، وهي فئة الوزن 'المفتوحة'، عند +95 كغم في عام 1988، وتم تعديلها إلى +100 كغم في عام 2000، قبل أن تُدمج في فئتي +90 كغم J1 وJ2 في عام 2024.
تُعتبر فئة +90 كغم 'المفتوحة' فئة 'الوزن الثقيل' على الرغم من وقوعها جزئيًا ضمن حدود فئة 'وزن نصف الثقيل' السابقة.
- +95 كغم (1988-1996)
- +100 كغم (2000-)

| الحدث              | الذهبية                           | الفضية                            | البرونزية                            |
| ------------------ | --------------------------------- | --------------------------------- | ------------------------------------ |
| 1988 سول           | ماساكازو سايتو · اليابان          | والتر مونتي · إيطاليا             | ليونيل كونيا مارايس فيلهو · البرازيل |
| 1988 سول           | ماساكازو سايتو · اليابان          | والتر مونتي · إيطاليا             | دافيد هودجكينز · بريطانيا العظمى     |
| 1992 برشلونة       | ماساكازو سايتو · اليابان          | لا أحد                            | جيمس ماسترو · الولايات المتحدة       |
| 1992 برشلونة       | ماساكازو سايتو · اليابان          | لا أحد                            | فرانز غاتشر · إيطاليا                |
| 1996 أتلانتا       | والتر هانل · النمسا               | كيفن سزوت · الولايات المتحدة      | أوسامو تاكاغاكي · اليابان            |
| 1996 أتلانتا       | والتر هانل · النمسا               | كيفن سزوت · الولايات المتحدة      | إريك سينسير · فرنسا                  |
| 2000 سيدني         | كيفن سزوت · الولايات المتحدة      | رافاييل مورينو · إسبانيا          | إيجي مياوتشي · اليابان               |
| 2000 سيدني         | كيفن سزوت · الولايات المتحدة      | رافاييل مورينو · إسبانيا          | مارتن أوزوالد · ألمانيا              |
| 2004 أثينا         | إلهام زكييف · أذربيجان            | إيان روز · بريطانيا العظمى        | كيجي أماكاوا · اليابان               |
| 2004 أثينا         | إلهام زكييف · أذربيجان            | إيان روز · بريطانيا العظمى        | رافاييل توريس بومبا · كوبا           |
| 2008 بكين          | إلهام زكييف · أذربيجان            | وانغ سونغ · الصين                 | غريغ دوال · الولايات المتحدة         |
| 2008 بكين          | إلهام زكييف · أذربيجان            | وانغ سونغ · الصين                 | جوليان تورينيس · فرنسا               |
| 2012 لندن          | كينتو ماساكي · اليابان            | وانغ سونغ · الصين                 | إلهام زكييف · أذربيجان               |
| 2012 لندن          | كينتو ماساكي · اليابان            | وانغ سونغ · الصين                 | يانغاليني خيمينيز دومينغيز · كوبا    |
| 2016 ريو دي جانيرو | أديلجان توليندي باييف · أوزبكستان | ويليان سيلفا دي أراوخو · البرازيل | يورداني فرنانديز ساستري · كوبا       |
| 2016 ريو دي جانيرو | أديلجان توليندي باييف · أوزبكستان | ويليان سيلفا دي أراوخو · البرازيل | كينتو ماساكي · اليابان               |
| 2020 طوكيو         | محمد رضا خي رالله زاده · إيران    | ريفاز تشيكويدزي · جورجيا          | إلهام زكييف · أذربيجان               |
| 2020 طوكيو         | محمد رضا خي رالله زاده · إيران    | ريفاز تشيكويدزي · جورجيا          | تشوي غوانغ غيون · كوريا الجنوبية     |

- +90 كغم J1 (2024-)

| الحدث      | الذهبية                           | الفضية              | البرونزية              |
| ---------- | --------------------------------- | ------------------- | ---------------------- |
| 2024 باريس | ويليان سيلفا دي أراوخو · البرازيل | يون باسوك · مولدوفا | جيسون غراندري · فرنسا  |
| 2024 باريس | ويليان سيلفا دي أراوخو · البرازيل | يون باسوك · مولدوفا | إلهام زكييف · أذربيجان |

- +90 كغم J2 (2024-)

| الحدث      | الذهبية                  | الفضية                   | البرونزية                        |
| ---------- | ------------------------ | ------------------------ | -------------------------------- |
| 2024 باريس | إبراهيم بولكباشي · تركيا | ريفاز تشيكويدزي · جورجيا | شورقاميرزا شوكربيكوف · كازاخستان |
| 2024 باريس | إبراهيم بولكباشي · تركيا | ريفاز تشيكويدزي · جورجيا | كريس سكيلي · بريطانيا العظمى     |

## السيدات

### وزن الريشة الإضافي
- 48 كغم (2004-)

| الحدث              | الذهبية                  | الفضية                      | البرونزية                 |
| ------------------ | ------------------------ | --------------------------- | ------------------------- |
| 2004 أثينا         | كاريما ميدجدد · فرنسا    | كارلا كاردوسو · البرازيل    | فيكتوريا بوتابوفا · روسيا |
| 2004 أثينا         | كاريما ميدجدد · فرنسا    | كارلا كاردوسو · البرازيل    | أستريد أرندت · ألمانيا    |
| 2008 بكين          | غوا هوا بينغ · الصين     | كارلا كاردوسو · البرازيل    | فيكتوريا بوتابوفا · روسيا |
| 2008 بكين          | غوا هوا بينغ · الصين     | كارلا كاردوسو · البرازيل    | كارمن بروسيغ · ألمانيا    |
| 2012 لندن          | كارمن بروسيغ · ألمانيا   | لي كاي-لين · تايبيه الصينية | فيكتوريا بوتابوفا · روسيا |
| 2012 لندن          | كارمن بروسيغ · ألمانيا   | لي كاي-لين · تايبيه الصينية | يوليا هالينسكا · أوكرانيا |
| 2016 ريو دي جانيرو | لي لي تشينغ · الصين      | كارمن بروسيغ · ألمانيا      | يوليا هالينسكا · أوكرانيا |
| 2016 ريو دي جانيرو | لي لي تشينغ · الصين      | كارمن بروسيغ · ألمانيا      | إيجم تاسين · تركيا        |
| 2020 طوكيو         | شهانة حاجييفا · أذربيجان | ساندراين مارتينيه · فرنسا   | فيكتوريا بوتابوفا · RPC   |
| 2020 طوكيو         | شهانة حاجييفا · أذربيجان | ساندراين مارتينيه · فرنسا   | يوليا هالينسكا · أوكرانيا |

### وزن خفيف النصف
- 52 كغم (2004-)

| الحدث              | الذهبية                    | الفضية                             | البرونزية                      |
| ------------------ | -------------------------- | ---------------------------------- | ------------------------------ |
| 2004 أثينا         | سوزان شوتزيل · ألمانيا     | ساندراين أورييريس · فرنسا          | وانغ تشيو ليان · الصين         |
| 2004 أثينا         | سوزان شوتزيل · ألمانيا     | ساندراين أورييريس · فرنسا          | ألكسندرا فلاسوفا · روسيا       |
| 2008 بكين          | تسوي نا · الصين            | ساندراين أورييريس-مارتينيه · فرنسا | أليسا ستيبانيوك · روسيا        |
| 2008 بكين          | تسوي نا · الصين            | ساندراين أورييريس-مارتينيه · فرنسا | ميشيل فيريرا · البرازيل        |
| 2012 لندن          | رامونا بروسيغ · ألمانيا    | وانغ لي جينغ · الصين               | ميشيل فيريرا · البرازيل        |
| 2012 لندن          | رامونا بروسيغ · ألمانيا    | وانغ لي جينغ · الصين               | ناتاليا نيكولايتشيك · أوكرانيا |
| 2016 ريو دي جانيرو | ساندراين مارتينيه · فرنسا  | رامونا بروسيغ · ألمانيا            | شيرين عبد اللاوي · الجزائر     |
| 2016 ريو دي جانيرو | ساندراين مارتينيه · فرنسا  | رامونا بروسيغ · ألمانيا            | سيفينتش سالاييفا · أوزبكستان   |
| 2020 طوكيو         | شيرين عبد اللاوي · الجزائر | بريسيلا غانيه · كندا               | أليسا ستيبانيوك · RPC          |
| 2020 طوكيو         | شيرين عبد اللاوي · الجزائر | بريسيلا غانيه · كندا               | ناتاليا نيكولايتشيك · أوكرانيا |

### وزن خفيف
- 57 كغم (2004-)

| الحدث              | الذهبية                  | الفضية                         | البرونزية                    |
| ------------------ | ------------------------ | ------------------------------ | ---------------------------- |
| 2004 أثينا         | رامونا بروسيغ · ألمانيا  | مارتا أرس باي نو · إسبانيا     | إيكاترينا بوزماكوفا · روسيا  |
| 2004 أثينا         | رامونا بروسيغ · ألمانيا  | مارتا أرس باي نو · إسبانيا     | دانيل سيلفا · البرازيل       |
| 2008 بكين          | وانغ لي جينغ · الصين     | رامونا بروسيغ · ألمانيا        | مونيكا ميرينسيانو · إسبانيا  |
| 2008 بكين          | وانغ لي جينغ · الصين     | رامونا بروسيغ · ألمانيا        | دانيل سيلفا · البرازيل       |
| 2012 لندن          | أفاج سلطانوڤا · أذربيجان | لوسيا أراوخو · البرازيل        | مونيكا ميرينسيانو · إسبانيا  |
| 2012 لندن          | أفاج سلطانوڤا · أذربيجان | لوسيا أراوخو · البرازيل        | دويغو سيتي · تركيا           |
| 2016 ريو دي جانيرو | إينا تشيرنياك · أوكرانيا | لوسيا أراوخو · البرازيل        | جونكو هيروس · اليابان        |
| 2016 ريو دي جانيرو | إينا تشيرنياك · أوكرانيا | لوسيا أراوخو · البرازيل        | سيفينتش سالاييفا · أوزبكستان |
| 2020 طوكيو         | سيفدا فالييفا · أذربيجان | بارينا سامانداروفا · أوزبكستان | لوسيا أراوخو · البرازيل      |
| 2020 طوكيو         | سيفدا فالييفا · أذربيجان | بارينا سامانداروفا · أوزبكستان | زينب تشيليك · تركيا          |

### وزن متوسط النصف
- 63 كغم (2004-)

| الحدث              | الذهبية                    | الفضية                     | البرونزية                       |
| ------------------ | -------------------------- | -------------------------- | ------------------------------- |
| 2004 أثينا         | مادينا كازاكوفا · روسيا    | سيلكه هيتلر · ألمانيا      | أنجيليك كيساندييه · فرنسا       |
| 2004 أثينا         | مادينا كازاكوفا · روسيا    | سيلكه هيتلر · ألمانيا      | مونيكا ميرينسيانو · إسبانيا     |
| 2008 بكين          | ناومي سوازو · فنزويلا      | مارتا أرس باي نو · إسبانيا | مادينا كازاكوفا · روسيا         |
| 2008 بكين          | ناومي سوازو · فنزويلا      | مارتا أرس باي نو · إسبانيا | أنجيليك كيساندييه · فرنسا       |
| 2012 لندن          | داليدايفيس رودريغيز · كوبا | تشو تونغ · الصين           | مارتا أرس باي نو · إسبانيا      |
| 2012 لندن          | داليدايفيس رودريغيز · كوبا | تشو تونغ · الصين           | دانيل برناردس ميلان · البرازيل  |
| 2016 ريو دي جانيرو | داليدايفيس رودريغيز · كوبا | إيرينا غوسييفا · أوكرانيا  | جين سونغ لي · كوريا الجنوبية    |
| 2016 ريو دي جانيرو | داليدايفيس رودريغيز · كوبا | إيرينا غوسييفا · أوكرانيا  | تورسنباشا نورميتوفا · أوزبكستان |
| 2020 طوكيو         | خانيم حسينوفا · أذربيجان   | إيرينا غوسييفا · أوكرانيا  | وانغ يوي · الصين                |
| 2020 طوكيو         | خانيم حسينوفا · أذربيجان   | إيرينا غوسييفا · أوكرانيا  | نافيسا شيريببويفا · أوزبكستان   |

### وزن متوسط
- 70 كغم (2004-)

| الحدث              | الذهبية                   | الفضية                         | البرونزية                    |
| ------------------ | ------------------------- | ------------------------------ | ---------------------------- |
| 2004 أثينا         | كارمن هيريرا · إسبانيا    | لورينا بيرس · الولايات المتحدة | ساندورن ناغي · المجر         |
| 2004 أثينا         | كارمن هيريرا · إسبانيا    | لورينا بيرس · الولايات المتحدة | تاتيانا سافوستيانوفا · روسيا |
| 2008 بكين          | كارمن هيريرا · إسبانيا    | لينيا روفالكابا · المكسيك      | تاتيانا سافوستيانوفا · روسيا |
| 2008 بكين          | كارمن هيريرا · إسبانيا    | لينيا روفالكابا · المكسيك      | سانيك فيرمولن · هولندا       |
| 2012 لندن          | كارمن هيريرا · إسبانيا    | تاتيانا سافوستيانوفا · روسيا   | تشو تشيان · الصين            |
| 2012 لندن          | كارمن هيريرا · إسبانيا    | تاتيانا سافوستيانوفا · روسيا   | نيكوليت سزابو · المجر        |
| 2016 ريو دي جانيرو | لينيا روفالكابا · المكسيك | ألانا مارتنز · البرازيل        | ناومي سوازو · فنزويلا        |
| 2016 ريو دي جانيرو | لينيا روفالكابا · المكسيك | ألانا مارتنز · البرازيل        | غولروه رحيموفا · أوزبكستان   |
| 2020 طوكيو         | ألانا مارتنز · البرازيل   | إينا كالداني · جورجيا          | كازوسا أوغاوا · اليابان      |
| 2020 طوكيو         | ألانا مارتنز · البرازيل   | إينا كالداني · جورجيا          | لينيا روفالكابا · المكسيك    |

### وزن ثقيل
- +70 كغم (2004-)

| الحدث              | الذهبية                    | الفضية                       | البرونزية                          |
| ------------------ | -------------------------- | ---------------------------- | ---------------------------------- |
| 2004 أثينا         | شو لان مي · الصين          | ماريا أولميدو · إسبانيا      | بياته بيشلير · ألمانيا             |
| 2008 بكين          | يوان يانبينغ · الصين       | ديان سيلفا · البرازيل        | إيرينا كاليانوفا · روسيا           |
| 2008 بكين          | يوان يانبينغ · الصين       | ديان سيلفا · البرازيل        | زبيدة بوعزوق · الجزائر             |
| 2012 لندن          | يوان يانبينغ · الصين       | نازان أكين · تركيا           | زبيدة بوعزوق · الجزائر             |
| 2012 لندن          | يوان يانبينغ · الصين       | نازان أكين · تركيا           | إيرينا كاليانوفا · روسيا           |
| 2016 ريو دي جانيرو | يوان يانبينغ · الصين       | خايتجون أليموفا · أوزبكستان  | مسمه تاس باغ · تركيا               |
| 2016 ريو دي جانيرو | يوان يانبينغ · الصين       | خايتجون أليموفا · أوزبكستان  | كريستيلا غارسيا · الولايات المتحدة |
| 2020 طوكيو         | دورصداف كريموفا · أذربيجان | زارينا بايباتينا · كازاخستان | ميغ إميريش · البرازيل              |
| 2020 طوكيو         | دورصداف كريموفا · أذربيجان | زارينا بايباتينا · كازاخستان | كارولينا كوستا · إيطاليا           |

## الفائزون المتعددون بالميداليات
هذه قائمة بالفائزين المتعددين بميداليات الجودو البارالمبي، وتدرج الأشخاص الذين فازوا بـميداليتين ذهبيتين أو أكثر في الألعاب البارالمبية أو أكثر من خمس ميداليات إجمالاً.
محدثة حتى الألعاب البارالمبية الصيفية 2024.
قد لا تكون هذه القائمة كاملة، حيث أن المعلومات من موقع اللجنة البارالمبية الدولية (IPC) تستند إلى مصادر لا تقدم جميع المعلومات من الألعاب البارالمبية السابقة (1960–1984).
| No. | الرياضي             | الدولة          | الفئة                                     | الجنس | الأول | الثاني | الثالث | الإجمالي |
| --- | ------------------- | --------------- | ----------------------------------------- | ----- | ----- | ------ | ------ | -------- |
| 1   | أنطونيو تينوريو     | البرازيل        | وزن متوسط، وزن خفيف الثقيل                | ذكر   | 4     | 1      | 1      | 6        |
| 2   | ساتوشي فوجيموتو     | اليابان         | وزن خفيف النصف                            | ذكر   | 3     | 1      | 1      | 5        |
| 3   | سيمون جاكسون        | بريطانيا العظمى | وزن خفيف النصف، وزن خفيف، وزن متوسط النصف | ذكر   | 3     | 0      | 1      | 4        |
| 4   | كارمن هيريرا        | إسبانيا         | وزن متوسط                                 | أنثى  | 3     | 0      | 0      | 3        |
| 4   | يوان يانبينغ        | الصين           | وزن ثقيل                                  | أنثى  | 3     | 0      | 0      | 3        |
| 6   | رامونا بروسيغ       | ألمانيا         | وزن خفيف النصف، وزن خفيف                  | أنثى  | 2     | 2      | 0      | 4        |
| 7   | إلهام زكييف         | أذربيجان        | وزن ثقيل                                  | ذكر   | 2     | 0      | 3      | 5        |
| 8   | آن-يو سونغ          | كوريا الجنوبية  |                                           | ذكر   | 2     | 0      | 2      | 4        |
| 9   | تشوي غوانغ-غيون     | كوريا الجنوبية  | وزن خفيف الثقيل، وزن ثقيل                 | ذكر   | 2     | 0      | 1      | 3        |
| 9   | تاكيو أوشيكوبو      | اليابان         |                                           | ذكر   | 2     | 0      | 1      | 3        |
| 10  | ماساكازو سايتو      | اليابان         | وزن ثقيل                                  | ذكر   | 2     | 0      | 0      | 2        |
| 10  | داليدايفيس رودريغيز | كوبا            | وزن متوسط النصف                           | أنثى  | 2     | 0      | 0      | 2        |
| 10  | شيرزود ناموزوف      | أوزبكستان       | وزن ريشة إضافي                            | ذكر   | 2     | 0      | 0      | 2        |